# Mesorregión Metropolitana de Río de Janeiro
La mesorregión Metropolitana de Río de Janeiro es una de las seis  mesorregiones del estado brasileño del Río de Janeiro. Es formada por la unión de trinta municipios agrupados en cinco  microrregiones.
Es la mayor, más rica y más densamente poblada mesorregión del estado. En ella se localiza la capital y la mayor parte de los municipios con más de cien mil habitantes.
Dentro del concejo político, administrativo y cultural fluminense la microrregión de Vassouras pertenece a la mesorregión Sur Fluminense, la microrregión Serrana se inserta en la mesorregión del Centro Fluminense y la microrregión de Macacu-Caceribu a la  mesorregión de las Cuencas Litoraleñas (popularmente Región de los Lagos).

## Microrregiones
- Itaguaí
- Macacu-Caceribu
- Río de Janeiro
- Serrana
- Vassouras

## Municipios
- Itaguaí
- Mangaratiba
- Seropédica
- Cachoeiras de Macacu
- Rio Bonito
- Belford Roxo
- Duque de Caxias
- Guapimirim
- Itaboraí
- Japeri
- Magé
- Maricá
- Mesquita
- Nilópolis
- Niterói
- Nova Iguaçu
- Queimados
- Rio de Janeiro
- São Gonçalo
- São João de Meriti
- Tanguá
- Petrópolis
- São José do Vale do Rio Preto
- Teresópolis
- Engenheiro Paulo de Frontin
- Mendes
- Miguel Pereira
- Paracambi
- Paty do Alferes
- Vassouras

- Datos: Q2542594